# Skaliszkiejmy
Skaliszkiejmy (Duits: Skallischkehmen; 1938-1945: Großsteinau) is een dorp in de Poolse woiwodschap Ermland-Mazurië, in het district powiat Goldapski. De plaats maakt deel uit van de Landgemeente Banie Mazurskie en telt 30 inwoners.
Zij ligt 9 kilometer ten noordoosten van Banie Mazurskie, 13 kilometer ten westen van Goldap en 121 kilometer ten noordoosten van olsztyn.